# Parc d'État de Saint Croix
Le parc d'État de Saint Croix (en anglais : Saint Croix State Park) est une réserve naturelle située dans l'État du Minnesota, aux États-Unis. Il abrite un district historique inscrit au Registre national des lieux historiques depuis le 31 janvier 1997 et classé National Historic Landmark depuis le 25 septembre 1997, la St. Croix Recreational Demonstration Area.